# Jan Vacek (kněz)
Jan Vacek, plným jménem Jan Evangelista Vacek (12. listopadu 1866 Proseč-Obořiště – 18. prosince 1929 Jindřichův Hradec), byl rakouský a český římskokatolický kněz a politik, na počátku 20. století poslanec Českého zemského sněmu a Říšské rady.

## Biografie
V roce 1908 se uvádí coby farář v Božejově. Od roku 1909 působil jako farář v obci Kostelní Radouň. Funkci vykonával do roku 1911, kdy byl zvolen do Říšské rady a nahradil ho dočasně coby kaplan Václav Vitoušek.
Na počátku století se zapojil i do zemské a celostátní politiky. V volbách v roce 1908 byl zvolen do Českého zemského sněmu v kurii venkovských obcí, obvod Pelhřimov, Pacov, Kamenice n. L., Počátky. Politicky se uvádí coby člen České agrární strany. Kvůli obstrukcím se ovšem sněm ve svém plénu po roce 1908 fakticky nescházel. Ve volbách do Říšské rady roku 1911 se stal i poslancem Říšské rady (celostátní parlament), kde reprezentoval obvod Čechy 73. Usedl do poslanecké frakce Klub českých agrárníků.
Farářem v Kostelní Radouni byl opět za světové války, kdy se vídeňský parlament nescházel a farářem zde byl až do roku 1923. 1. dubna 1923 byl jmenován proboštem a městským vikářem v Jindřichově Hradci. Byl členem městské rady v Jindřichově Hradci.
Zemřel v prosinci 1929 na mrtvici.